# ایستگاه بورکیتلام
ایستگاه بورکیتلام (انگلیسی: Burquitlam station) یک ایستگاه مترو در خط میلنیوم، بخشی از سیستم مترو ونکوور اسکای‌ترین (ونکوور) است و در کوکیتلام، حومه ونکوور، بریتیش کلمبیا، کانادا واقع شده‌است.. این ایستگاه در ۲ دسامبر ۲۰۱۶ با بقیه بخش‌های خط اورگرین افتتاح شد و نام آن از محله بورکیتلام که در آن واقع شده‌است نام ایستگاه گرفته شده‌است.